# Witkeeltinamoe
De witkeeltinamoe (Tinamus guttatus) is een vogel uit de familie tinamoes (Tinamidae). De wetenschappelijke naam van de soort is voor het eerst geldig gepubliceerd in 1863 door Pelzeln.

## Beschrijving
De witkeeltinamoe heeft een kastanjebruine rug en flanken, met zwarte strepen en witte of gelle stipjes. De buik is lichter van kleur, maar heeft wel bredere strepen. De kop en nek zijn grijs, de keel wit en de ogen zijn bruin. De vogel wordt ongeveer 32–36 cm groot.

## Voedsel
De witkeeltinamoe eet vooral vruchten van de grond en lage struiken, maar soms ook bloemen, bladeren, wortels, zaden en ongewervelden.

## Voortplanting
Het mannetje paart met meerdere vrouwtjes, die alle de eieren in hetzelfde nest in het dichte struikgewas leggen. Daarna broedt het mannetje de eieren uit en voedt de jongen op. De jongen zijn na 2-3 weken volwassen.

## Voorkomen
De soort komt  voor in het Amazoneregenwoud.

## Beschermingsstatus
De totale populatie wordt geschat op 200-500 duizend volwassen vogels. Vanwege het snelle verlies aan geschikt habitat heeft de soort op de Rode Lijst van de IUCN de status gevoelig.